# تشارلز ولس
تشارلز ولس (بالإنجليزية: Charles Wells)‏ هو رياضياتي أمريكي، ولد في 4 مايو 1937 في أتلانتا في الولايات المتحدة، وتوفي في 17 يونيو 2017.